# Obana apicalis
Obana apicalis là một loài bướm đêm trong họ Noctuidae.